# Battaglia per la Terra 3D
Battaglia per la Terra 3D (Terra, titolo originale cambiato in Battle for Terra nel 2009) è un film di animazione del 2007 per la regia di Aristomenis Tsirbas della MeniThings Productions. È ottenuto da un cortometraggio che narra della battaglia per la salvezza del proprio pianeta, Terra appunto, di una comunità di alieni pacifici contro la razza umana, sperduta nello spazio dopo la distruzione del nostro mondo.
È stato distribuito negli Stati Uniti il primo maggio del 2009 da Lionsgate, Roadside Attractions e MeniThings Productions.
Il film è stato originariamente prodotto in 2D, ma in modo che si potesse successivamente aggiungere una camera per ottenere l'effetto tridimensionale. Ne è stata, dunque, rielaborata la grafica dopo la sua apprezzata presentazione a festival e distributori.
È stato premiato nel settembre del 2008 al Toronto International Film Festival e ha vinto il premio per la migliore opera di animazione all'Ottawa International animation Festival nel 2008.

## Trama
Mala e il suo amico Senn sono giovani alieni che vivono su Terra, un pacifico pianeta simile alla Terra che fa parte di un sistema stellare nella Via Lattea e ha una cultura ricca e avanzata.
Un giorno, un oggetto grande e misterioso blocca parzialmente il sole dei terriani, suscitando il loro interesse. Mala, creativa e caparbia, va contro le regole di Terra che vietano lo sviluppo di nuove tecnologie senza l'approvazione del consiglio dominante e crea un telescopio. Lo porta fuori città e lo usa per visualizzare l'oggetto. Le navi da ricognizione emergono dal grande oggetto, scendono sulla città e iniziano a rapire i terriani. Alcuni si offrono volentieri alle astronavi, scambiandole per i loro nuovi "dei".
Dopo che il padre di Mala, Roven, viene rapito, lei attira una nave in una trappola, facendola schiantare. Salva il pilota, il tenente James "Jim" Stanton. Dopo che il suo assistente robot personale, Giddy, avverte Mala che Jim morirà senza ossigeno, assente sul pianeta, ella raccoglie piante adatte e crea una tenda in cui Jim può respirare. In cambio, Giddy le insegna il linguaggio umano. Jim si sveglia e scopre che la sua nave è danneggiata irreparabilmente. Giddy racconta a Mala perché gli umani sono arrivati: secoli prima, sia Marte che Venere furono terraformati e colonizzati dagli umani per le loro risorse naturali. 200 anni dopo, i pianeti chiesero l’indipendenza dalla Terra, senza alcun risultato. Questa disputa si trasformò in una violenta guerra interplanetaria che rese tutti e tre i pianeti inabitabili. Il misterioso oggetto nel cielo è l'Arca, una nave generazionale contenente i resti della razza umana, che viaggia per diverse generazioni alla ricerca di una nuova casa. Sono arrivati su Terra e le hanno dato suddetto nome. Mala accetta di riparare la nave di Jim in modo da poter andare con lui a salvare Roven. Quando Mala, Jim e Giddy tornano sul luogo dell'incidente, scoprono che la nave è stata spostata.
Il trio segue la nave fino a una struttura militare sotterranea segreta dove gli anziani e Doron, il leader del consiglio, immagazzinano segretamente la tecnologia militare dei conflitti precedenti. Dopo essersi infiltrati nella struttura e aver riparato la nave, volano verso l'Arca. In essa, il comandante dell'esercito umano, il generale Hemmer, prende il controllo dell'Arca con un colpo di stato e dichiara guerra a Terra. Mala trova Roven, ma viene rilevata. Lei litiga con le guardie, in cui viene catturata e Roven, mentre cerca di tenere lontani gli umani con un laser, provoca inavvertitamente una decompressione che uccide lui e gli uomini. Hemmer dice a Jim che il suo obiettivo è trasformare Terra in un nuovo pianeta Terra. Lascerà cadere l'atmosferizzatore, un'enorme macchina in grado di creare un'atmosfera simile alla Terra sulla superficie del pianeta, annientando i terriani nel processo. Per mettere alla prova la sua lealtà, Hemmer crea uno scenario in cui Jim deve scegliere tra uccidere Mala o suo fratello minore Stewart. Jim salva Stewart, mentre ordina discretamente a Giddy di salvare Mala da lei rompendo il vetro e aiutandola a fuggire su Terra. Hemmer ordina a Jim di unirsi ai caccia spaziali incaricati di difendere l'atmosferizzatore, mentre lui supervisiona personalmente la missione all'interno della macchina.
Doron e gli Anziani Territoriali permettono ai terriani, insieme a Mala e Giddy, ancora agli ordini di Jim di proteggerla, di difendere il loro pianeta con le loro scorte di tecnologia militare, ma sono in grave inferiorità numerica rispetto a un numero inaspettatamente elevato di combattenti avversari. Gli umani lasciano cadere l'atmosferizzatore sulla superficie ed esso inizia ad avvelenare il pianeta con l'ossigeno. Mentre la macchina sta per completare il suo obiettivo, Jim trova Mala che combatte con Stewart. Rendendosi conto della decisione immorale di uccidere i terriani, torna indietro per distruggere l'atmosferizzatore con i missili, uccidendo un Hemmer tradito. Mala, Giddy e Stewart riescono a sfuggire alla palla di fuoco in tempo, ma la nave gravemente danneggiata di Jim fallisce e viene consumata. L'atmosferizzatore ormai carbonizzato crolla, lasciando solo una gamba in piedi sulla sua scia.
Alla fine del film, gli umani e i terriani accettano di vivere in pace. Dopo aver abbandonato l'Arca, fondarono una colonia sul pianeta, dove è stata eretta una statua di Jim in onore del suo eroismo.